# Turun Weikot
Turun Weikot (abgekürzt TuWe) ist ein finnischer Sportverein aus der südwestfinnischen Stadt Turku. Der Verein unterhält Abteilungen in den Sportarten Bowling, Boxen, Eishockey, Floorball (Unihockey), Fußball, Gymnastik, Leichtathletik, Ringen und Volleyball.
Gegründet wurde der Verein 1912. Er ist Mitglied des Arbeitersportverbandes TUL.

## Fußball
Die Fußballabteilung des Vereins gründete sich 1920. 1929 wurde TuWe TUL-Meister. Nach dem Krieg schufen der nationale Sportverband und der Arbeitersportverband einen vereinigten Spielbetrieb. 1948 bis 1950 spielte TuWe so in der Mestaruussarja, der höchsten finnischen Spielklasse. Danach folgten in den 1950er und 1960er Jahren einige Spielzeiten in der zweiten Liga. 2011 trat TuWe in der fünftklassigen Nelonen an. Seit 2002 stellt der Verein auch eine Frauen-Mannschaft, die unter der Bezeichnung TuWe-NICE spielt.

### Saisonübersicht
| Saison | Liga | Liganame                      | Platz  | Bemerkung | Pokal |
| ------ | ---- | ----------------------------- | ------ | --------- | ----- |
| 1948   | 1.   | Mestaruussarja                | 07./16 |           |       |
| 1949   | 1.   | Mestaruussarja                | 06./12 |           |       |
| 1950   | 1.   | Mestaruussarja                | 09./10 | Abstieg   |       |
| 1951   | 2.   | Suomensarja, Staffel West     | 07./10 |           |       |
| 1952   | 2.   | Suomensarja, Staffel West     | 08./10 |           |       |
| 1953   | 2.   | Suomensarja, Staffel West     | 09./10 | Abstieg   |       |
| 1954   | 3.   |                               |        |           |       |
| 1955   |      |                               |        |           |       |
| 1956   |      |                               |        |           |       |
| 1957   | 3.   |                               |        | Aufstieg  |       |
| 1958   | 2.   | Suomensarja, Staffel West     | 06./08 |           |       |
| 1959   | 2.   | Suomensarja, Staffel West     | 10./10 | Abstieg   |       |
|        |      |                               |        |           |       |
| 1964   | 2.   | Suomensarja, Staffel West     | 12./12 | Abstieg   |       |
|        |      |                               |        |           |       |
| 1969   | 2.   | Suomensarja, Staffel Süd      | 09./10 | Abstieg   |       |
|        |      |                               |        |           |       |
| 1973   | 3.   | Kakkonen                      |        |           |       |
| 1974   | 3.   | Kakkonen                      |        |           |       |
| 1975   | 3.   | Kakkonen                      |        |           |       |
| 1976   | 3.   | Kakkonen                      |        |           |       |
| 1977   | 3.   | Kakkonen                      |        |           |       |
|        |      |                               |        |           |       |
| 1994   | 3.   | Kakkonen                      |        |           |       |
| 1995   | 3.   | Kakkonen                      |        |           |       |
|        |      |                               |        |           |       |
| 2005   | 6.   | Vitonen                       |        | Aufstieg  |       |
| 2006   | 5.   | Nelonen, Turku ja Ahvenanmaa  | 10./12 |           |       |
| 2007   | 5.   | Nelonen, Turku ja Ahvenanmaa  | 08./12 |           |       |
| 2008   | 5.   | Nelonen, Turku ja Ahvenanmaa  | 03./13 |           |       |
| 2009   | 5.   | Nelonen, Turku ja Ahvenanmaa  | 05./12 |           |       |
| 2010   | 5.   | Nelonen, Turku ja Ahvenanmaa  | 04./12 |           |       |
| 2011   | 5.   | Nelonen, Turku ja Ahvenanmaa  | 04./12 |           |       |
| 2012   | 5.   | Nelonen, Turku ja Ahvenanmaa  | 01./12 | Aufstieg  |       |
| 2013   | 4.   | Kolmonen, Turku ja Ahvenanmaa | 06./12 |           |       |

## Bekannte Sportler
- Helena Laine, Leichtathletin
- Kalevi Lehtovirta (1928–2016), 1947 bis 1950 in der Fußballmannschaft
- Mikko Mantere, Boxer
- Onni Pellinen (1899–1945), Ringer, 1923 im Verein
- Reima Salonen (* 1955), Geher